# Jiří Homola
Jiří Homola (Nymburk, 2 luglio 1980) è un calciatore ceco, difensore della Dinamo Tbilisi.

## Caratteristiche tecniche
È un difensore centrale.